# Costa Rica (Mato Grosso do Sul)
Costa Rica – miasto i gmina w Brazylii, w stanie Mato Grosso do Sul.